# Rolandas Baravykas
Rolandas Baravykas (ur. 23 sierpnia 1995 w Szawlach) – litewski piłkarz grający na pozycji prawego obrońcy. Kilkunastokrotny reprezentant kraju.

## Kariera klubowa
Profesjonalną karierę piłkarską rozpoczął w Atlantas Kłajpeda. 1 stycznia 2017 został zawodnikiem Žalgiris Wilno. W swoim debiutanckim sezonie wygrał Superpuchar Litwy, a rok później sięgnął z drużyną po Puchar Krajowy.

## Kariera reprezentacyjna
Od młodych lat powoływany był do młodzieżowych reprezentacji kraju. W 2013 brał udział w Mistrzostwach Europy U-19. W kadrze U-21 zadebiutował 19 listopada 2013. Swój pierwszy mecz w dorosłej reprezentacji rozegrał 8 czerwca 2015 przeciwko Malcie. Spotkanie było towarzyskie i zakończyło się wynikiem 2:0 dla Malty.

## Sukcesy
- Wicemistrzostwo Litwy: 2013, 2017, 2018
- Puchar Litwy: 2018
- Superpuchar Litwy: 2017